# Sonoma
Sonoma  (лат.) — род жуков-ощупников (Pselaphinae, надтриба Faronitae, триба Faronini). Около 60 видов.

## Распространение
Северная Америка (Канада и США; от Аляски до южной Калифорнии).

## Описание
Мелкие коротконадкрылые жуки (2—3 мм). Глаза хорошо развиты. Усики длинные, булавовидные, 11-члениковые (третий членик самый маленький), нижнечелюстные щупики состоят из 4 сегментов. Окраска в основном желтовато-коричневая. Надкрылья имеют примерно одинаковую длину и ширину. Сверху видимы 5 тергитов брюшка (снизу 7 стернитов у самок и 8 стернитов у самцов). Надкрылья укороченные, как и у других стафилиноидных жуков и покрывают примерно половину брюшка. Лапки трехчлениковые с двумя коготками (надтриба Faronitae, триба Faronini), что отличает их от большинства представителей своего подсемейства ощупников-пселафид, имеющих как правило лапки с 1 коготком.

## Систематика
Известно около 60 видов.
- Sonoma agitator Ferro, 2016 (Калифорния)[5]
- Sonoma baylessae Ferro & Carlton, 2010[4]
- Sonoma brasstownensis Ferro & Carlton, 2010[4]
- Sonoma cardiac Ferro, 2016 (Орегон)[5]
- Sonoma carltoni Ferro, 2016 (Орегон)[5]
- Sonoma cascadia Chandler, 1986
- Sonoma cataloochee Ferro, 2016 (Северная Каролина)[5]
- Sonoma caterinoi Ferro, 2016 (Калифорния)[5]
- Sonoma cavifrons Casey, 1887[2]
- Sonoma chandleri Ferro, 2016 (Калифорния)[5]
- Sonoma chouljenkoi Ferro & Carlton, 2010[4]
- Sonoma cobra Ferro, 2016 (Калифорния)[5]
- Sonoma colberti Ferro, 2016 (Калифорния)[5]
- Sonoma conifera Chandler, 1986[6]
- Sonoma corticina Casey, 1887[2]
- Sonoma cuneata Marsh and Schuster, 1962[3]
- Sonoma cygnus Ferro & Carlton, 2010[4]
- Sonoma dilopha Marsh and Schuster, 1962[3]
- Sonoma dolabra Marsh and Schuster, 1962[3]
- Sonoma gilae Ferro & Carlton, 2010[4]
- Sonoma gimmeli Ferro & Carlton, 2010[4]
- Sonoma grandiceps Casey, 1894
- Sonoma hespera Park and Wagner, 1962
- Sonoma holmesi Ferro & Carlton, 2010[4]
- Sonoma humilis Marsh and Schuster, 1962[3]
- Sonoma isabellae (LeConte, 1851)
- Sonoma konkoworum Chandler, 2003[7]
- Sonoma longicollis Casey, 1894
- Sonoma margemina Park and Wagner, 1962[3]
- Sonoma maryae Ferro, 2016 (Орегон)[5]
- Sonoma mayori Ferro & Carlton, 2010[4]
- Sonoma nhunguyeni Ferro & Carlton, 2010[4]
- Sonoma nicholsae Ferro & Carlton, 2010[4]
- Sonoma olycalida Park and Wagner, 1962[3]
- Sonoma parkorum Ferro & Carlton, 2010[4]
- Sonoma parviceps (Mäklin, 1852)
- Sonoma petersi Chandler, 1986[6]
- Sonoma priocera Marsh and Schuster, 1962
- Sonoma quellazaire Ferro, 2016 (Орегон)[5]
- Sonoma quercicola Chandler, 1986[6]
- Sonoma repanda Marsh and Schuster, 1962[3]
- Sonoma rossellinae Ferro, 2016 (Калифорния)[5]
- Sonoma rubida Casey, 1894
- Sonoma russelli Chandler, 1986[6]
- Sonoma sokolovi Ferro & Carlton, 2010[4]
- Sonoma spadica Marsh and Schuster, 1962[3]
- Sonoma squamishorum Chandler & Klimaszewski, 2009[8]
- Sonoma stewarti Ferro, 2016 (Калифорния)[5]
- Sonoma streptophorophallus Ferro & Carlton, 2010[4]
- Sonoma subsimilis Casey, 1894
- Sonoma tehamae Chandler, 2003[7]
- Sonoma tishechkini Ferro & Carlton, 2010[4]
- Sonoma tolulae (LeConte, 1849)
- Sonoma tridens Ferro & Carlton, 2010[4]
- Sonoma triloba Marsh and Schuster, 1962[3]
- Sonoma twaini Ferro, 2016 (Калифорния)[5]
- Sonoma vanna Marsh and Schuster, 1962[3]
- Sonoma virgo Ferro, 2016 (Калифорния, Орегон)[5]

- Sonoma wintuorum Chandler, 2003[7]